# Valros

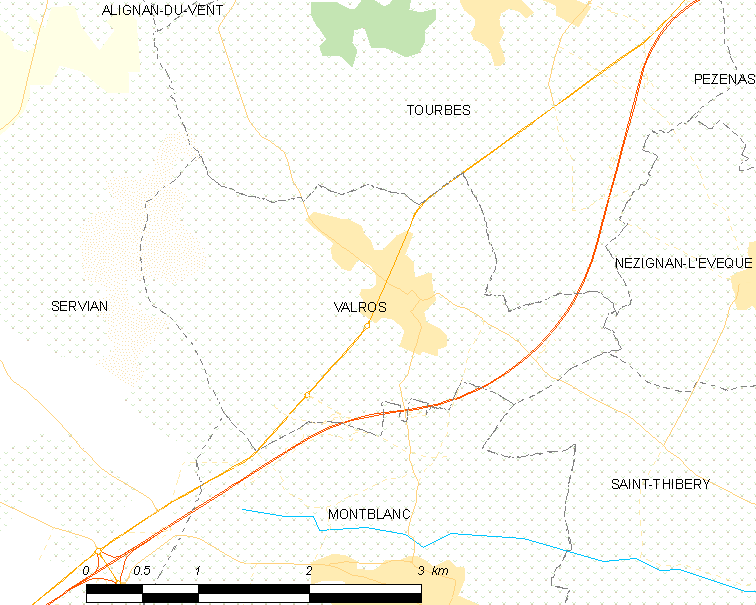
Mapa

 Valros  es una población y comuna francesa, situada en la región de Occitania, departamento de Hérault, en el distrito de Béziers y cantón de Pézenas.

## Demografía
| 808 | 788 | 761 | 753 | 1021 | 1130 | 1560 |
| Para los censos de 1962 a 1999 la población legal corresponde a la población sin duplicidades (Fuente: INSEE [Consultar]) |     |     |     |      |      |      |